# Zęblewski Młyn
Zęblewski Młyn (kaszb. Zãblewsczi Młën) – osada kaszubska w Polsce położona w województwie pomorskim, w powiecie wejherowskim, w gminie Szemud.
W latach 1975–1998 miejscowość administracyjnie należała do województwa gdańskiego.